# Prvenstvo Hrvatske u dvoranskom hokeju 2006./07.
Prvenstvo Hrvatske u dvoranskom hokeju za sezonu 2006/07. godinu.

## Natjecateljski sustav
Igra se po dvokružnom liga-sustavu. Za pobjedu se dobiva 3 boda, za neriješeno bod, za poraz nijedan bod.
Nakon ligaškog dijela natjecanja, igra se završni dijel, u kojem sudjeluju prva četiri kluba. 

Završna faza se igra po kup-sustavu, turnirski, odnosno, kod jednog domaćina.

Poluzavršnica se igra po šemi prvi protiv četvrtog, drugi protiv prvog.

## Rezultati
Rezultati završnog dijela natjecanja prvenstva Hrvatske u dvoranskom hokeju za 2006/07. godinu:

### Ligaško natjecanje
```
Por.   Klub     Ut Pb  N Pz Ps:Pr  Bod
1. Mladost      10 10  0  0 85:26  30
2. Marathon     10  7  0  3 77:43  21
3. Jedinstvo    10  6  0  4 55:40  18
4. Zelina       10  4  0  6 48:65  12
5. Trešnjevka   10  3  0  7 35:51   9
6. Concordia    10  0  0 10 10:119  0
```

### Završni dijel

#### Poredak 5. – 8. mjesta
- za 7. mjesto:

Mladost 2 - Concordia 9:5 (4:1)
- za 5. mjesto:

Trešnjevka - Trnje 5:2 (2:1)

#### Poredak 1. – 4. mjesta
Poluzavršnica:
10. veljače
Marathon -  Jedinstvo 5:8 (4:4)

Mladost - Zelina 11:3 

Utakmica za 3. mjesto: 

11. ožujka

Marathon - Zelina 13:4 (6:2) (prvotno 6:0, b.b., utakmica opet odigrana)
Završnica:

10. veljače

Jedinstvo - Mladost Zagreb 2:2 (2:2) (3:0 nakon kaznenih udaraca)

## Konačni poredak
1. Jedinstvo Zagreb
2. Mladost Zagreb
3. Marathon
4. Zelina
5. Trešnjevka
6. Trnje
7. Mladost 2
8. Concordia
9. Akademičar

Prvak Hrvatske u dvoranskom hokeju za sezonu 2006/07. je zagrebačko Jedinstvo.